# Roman Voit
Roman Voit (ur. 24 stycznia 1888 w Harklowej, zm. 19 września 1965 w Londynie) – polski oficer, urzędnik bankowy i działacz społeczny w II Rzeczypospolitej oraz na emigracji.

## Życiorys
Urodził się 24 stycznia 1888 w Harklowej pod Jasłem w rodzinie Wojciecha i Teresy ze Stochów. W Stanisławowie ukończył gimnazjum i zdał egzamin dojrzałości. Przed 1914 uczestniczył w działalności niepodległościowej.
Po wybuchu I wojny światowej służył w szeregach Legionu Wschodniego, następnie został wcielony do c. i k. armii, przebywał na froncie włoskim, a po powrocie, do 25 maja 1919 działał w Polskiej Organizacji Wojskowej. Po zakończeniu wojny został przyjęty do Wojska Polskiego, w listopadzie 1918 uczestniczył w obronie Lwowa w 1918 w trakcie wojny polsko-ukraińskiej, a w późniejszym czasie w wojnie polsko-bolszewickiej z 1920. Został awansowany na stopień porucznika rezerwy piechoty ze starszeństwem z dniem 1 czerwca 1919. W 1923 był oficerem rezerwowym 51 pułku piechoty. W 1934 jako rezerwy był przydzielony do Oficerskiej Kadry Okręgowej nr V jako oficer reklamowany na 12 miesięcy i pozostawał wówczas w ewidencji Powiatowej Komendy Uzupełnień Katowice. W marcu 1936 został wybrany wiceprezesem zarządu oddziału Związku Oficerów Rezerwy RP. Podczas I Ogólnego Zjazdu Peowiaków z terenu Tarnopolszczyzny w maju 1936 został wybrany do komisji rewizyjnej Okręgu Związku Peowiaków.
Studiował na Uniwersytecie Lwowskim. Zawodowo związał się z bankowością. Prywatnie interesował się muzyką i śpiewem. Działał w Towarzystwie Muzycznym im. Stanisława Moniuszki oraz występował w operze. W 1926 został przeniesiony do Kalisza (był tam dyrektorem Banku Ziemi Kaliskiej), a później do Katowic. 20 sierpnia 1935 został dyrektorem oddziału Banku Polskiego w Tarnopolu. Do 1939 był prezesem tarnopolskiego oddziału Związku b. Ochotników Armii Polskiej. Po reorganizacji terytorialnej latem 1939 został tymczasowo pełniącym obowiązki prezesa okręgu w Tarnopolu.
Po wybuchu II wojny światowej i agresji ZSRR na Polskę z 17 września 1939 został aresztowany przez Sowietów i wywieziony do łagrów nad Kołymą, na północnym Uralu. Po odzyskaniu wolności pracował w Biurze Opieki nad Rodzinami Polskich Sił Zbrojnych w ZSRR, a po ewakuacji wojsk polskich pozostał nadal na wschodzie, niosąc pomoc potrzebującym.
Po wojnie pozostał na emigracji i udzielał się w pracy społecznej. Był działaczem Skarbu Narodowego, Instytutu Wschodniego „Reduta”, wiceprezesem Stowarzyszenia Byłych Sowieckich Więźniów Politycznych. Zmarł 19 września 1965 w Londynie.
Od 6 września 1916 był żonaty z Marią Herminą z d. Hudetz, z którą miał synów: Olgierda (zm. 1939), Tadeusza, Władysława (1925- 1995) i Mieczysława (1928–1991), aktora.

## Ordery i odznaczenia
- Krzyż Kawalerski Orderu Odrodzenia Polski[2]
- Krzyż Walecznych[2][3]
- Złoty Krzyż Zasługi (11 listopada 1936)[15]
- Medal Niepodległości (25 lipca 1933)[16]
- Medal Pamiątkowy za Wojnę 1918–1921[3]
- Medal Dziesięciolecia Odzyskanej Niepodległości[3]
- Odznaka Honorowa „Orlęta”[2]
- Krzyż Pro Ecclesia et Pontifice (Stolica Apostolska)[2]